# Clydonium rectum
Clydonium rectum là một loài tò vò trong họ Ichneumonidae.